# Bulbine bruynsii
Bulbine bruynsii és una espècie de planta herbàcia que pertany a la família de les asfodelàcies, subfamília de les asfodelòidies. És un endemisme de Sud-àfrica.

## Descripció
Bulbine bruynsii és una rara herba nana, erecta i suculenta, de 6 a 12 cm d'alçada. El tubercle és napiforme, de fins a 4 cm de llarg i 1 cm de diàmetre, amb pell marró, que produeix brots a partir de tubercles secundaris. Normalment, cada cap només forma dues fulles arrugades i rugoses i també són toves, erectes, semitranslúcides, vermelles i verdes amb bandes transversals, d'1-6 cm de llargada, de 1-1,8 cm de diàmetre, oblongues i ovades i amb forma de llanterna xinesa (estriat horitzontalment) i afilades a la punta. Subulat la segona fulla. És una planta caducifòlia i només és visible sobre el sòl a la temporada de pluges de juny a setembre. La resta de l'any està latent i sota terra. Les inflorescències són erectes, el seu peduncle és esvelt de 20 cm de llarg i entre 1 a 2 mm de gruix. Té entre 8 a 20 flors i tenen un perfum dolç. Les bràctees són triangulars, membranoses, de menys de 2 mm de llarg. Els pedicels fan 15 mm de llarg. Els tèpals exteriors són estretament lineals, entre 1,2 a 1,5 mm, de color groc brillant; els tèpals interns són ovats, de 4 mm d'amplada, de color groc amb una franja mitjana verda brillant, fortament arrugats, brillants. Els filaments fan 6 mm de llarg. L'antera fa 1 mm de llarg. L'ovari és en forma de pera, de color verd brillant. l'estil fa 6 mm de llarg, semblant a un pom d'estigma. Els fruits són globosos. Les llavors fan 1,6 de llargada i 0,8 mm d'amplada, de color negre apagat, estretament triangulars.

## Distribució i hàbitat
Bulbine bruynsii creix a la rodalia de Knersvlakte, a la regió àrida de Namaqualand, a l'àrea compresa entre les províncies del Cap Occidental i Cap Septentrional, Sud-àfrica. Es coneixen aproximadament dotze poblacions. El seu hàbitat natural són les taques salines obertes de quars i planes argiloses, en la vegetació "Hardeveld".

## Ecologia
Bulbine bruynsii és un rar especialista en hàbitats i localitzats que creix en taques de quars salins i planes argiloses, a la vegetació "Hardeveld", prop de l'hàbitat de l'Aloe arenicola. Aquesta espècie està potencialment amenaçada pel desenvolupament d'infraestructures i altres construccions associades a una carretera que divideix una part de la població, tot i que, encara que localment és comuna, aquesta espècie encara es considera rara a la regió i la pèrdua d'individus de l'espècie juntament amb el seu hàbitat associat. és per tant, considerat de significació regional. Aquesta espècie també és molt buscada en el comerç especialitzat de suculentes i és difícil de cultivar a partir de llavors. Potencialment està amenaçat pels col·leccionistes que eliminen individus madurs de la natura.

## Taxonomia
Bulbine bruynsii va ser descrita per S.A.Hammer i publicat a Cactus & Co.; rassegna di cultivazione, collezionismo e botanica. Pessano 2(4): 6–7, a l'any 1998.
Etimologia
Bulbine: que rep el nom del tubercle en forma de bulb de moltes espècies.
bruynsii: epítet que honora al doctor Peter V. Bruyns (1957), matemàtic sud-africà i botànic de plantes suculentes.